# Rytis Martikonis
Rytis Martikonis (né le 8 février 1967 à Kaunas) est un homme politique lituanien.
Il été jusqu'en 2004 l'un des 105 membres de la Convention sur l'avenir de l'Europe chargée de rédiger le Traité établissant une Constitution pour l'Europe, représentant le gouvernement lituanien.  

## Activités professionnelles
- 1992 - European Integration, West Europe unit, ministère des Affaires étrangères de Lituanie
- 1995 - 1999 - Counsellor, Mission of Lithuanian to the EU
- 1999 - 2001 - Director of European Integration Department, MFA of Lithuania
- 2001-2004 - Secrétaire d'État auprès du ministère des Affaires étrangères
- 2004 - Ambassadeur, Political and Security Committee

2001 - 2003 – Deputy Head of Lithuania‘s delegation for the EU accession negotiations
2002-2003 – Member of the European Convention

## Études
- 1993 - droit diplômé de la Université de Vilnius
- 1989-1990 - political sciences and law studies, Bowdoin College (USA)
- 1991-1992 - political sciences and international relations, Aarhus University (Danemark)
- 1993 - Clingendael Institute (Pays-Bas)

- Publications : EU treaties, EU-Lithuania relations

- Langues : lietuvių, anglais, russe, français (basique)

Marié avec Agnė Nastopkaitė-Martikonienė ; trois enfants.